# Загребски университет
Загребският университет (на хърватски: Sveučilište u Zagrebu) е държавен университет в Загреб, Хърватия. Той е най-старият университет в цяла югоизточна Европа и най-големият университет в Хърватия.
Според Academic Ranking of World Universities (Arwu), съставян от изследователи на Шанхайския университет, Загребският университет попада сред 500-те най-добри университета в света.
От 1874 г. над 200 хиляди студенти са получили бакалавърска степен, повече от 18 хиляди – магистърска степен и повече от 8 хиляди са защитили успешно докторати в Загребския университет.

## Галерия
- Факултет по икономика
- Католически богословски факултет
- Философски факултет
- Факултет по политически науки
- Факултет по архитектура
- Медицински факултет
- Ветеринарен факултет
- Факултет по машиностроене и корабостроене
- Текстилно-технологически факултет
- Факултет по минно дело, геология и нефтено инженерство
- Факултет по горите
- Факултет по физика
- Факултет по математика
- Факултет по културология и Библиотека по социални науки